# Polygala grossheimii
Polygala grossheimii är en jungfrulinsväxtart som beskrevs av Kemul.-nath.. Polygala grossheimii ingår i släktet jungfrulinssläktet, och familjen jungfrulinsväxter. Inga underarter finns listade i Catalogue of Life.